# David Fry
David Paul Fry (Bournemouth, 5 gennaio 1960) è un ex calciatore inglese, di ruolo portiere.

## Carriera
Tra il 1974 ed il gennaio del 1977 ha giocato per due stagioni e mezzo a livello semiprofessionistico con il Weymouth, per poi accasarsi ai londinesi del Crystal Palace, militanti nella terza divisione inglese; qui, con i Glaziers conclude la stagione 1976-1977 conquistando una promozione in seconda divisione, categoria in cui poi milita sempre con questo stesso club per un biennio, che si conclude nel 1979 con la vittoria del campionato e, quindi, con la promozione in prima divisione. Nelle stagioni 1979-1980 e 1980-1981 gioca in totale 12 partite (6 in ciascuna stagione) in prima divisione, per poi giocare nuovamente in seconda divisione dal 1981 al 1983, anno in cui dopo complessive 40 presenze in incontri di campionato lascia il Crystal Palace per andare a giocare in terza divisione al Gillingham, club con il quale nell'arco di un biennio gioca in totale 49 partite in questa categoria. Nella stagione 1985-1986 gioca invece 30 partite in quarta divisione al Torquay Utd, per poi proseguire la sua carriera a livello semiprofessionistico con vari club.

## Palmarès

### Club

#### Competizioni nazionali
- Campionato inglese di seconda divisione: 1

Crystal Palace: 1978-1979
- Southern Football League: 1

Fisher Athletic: 1986-1987